# ۴ (میلادی)

## رویدادها
- امپراتور سزار آگوستوس، تیبریوس را به رم فراخواند و او را وارث خود و امپراتور آینده معرفی کرد.
- تیبریوس نیز جرمانیکوس را به‌عنوان وارث خود معرفی نمود.
- نیکلاس اهل دمشق نگارش چهارده جلد از تاریخ جهان را به اتمام رساند.

## زادروز
سومین امپراتور گوگوریو یعنی موهیول متولد شد.